# AS Togo-Port
El Association Sportive Togo-Port es un equipo de fútbol de Togo que milita en el Campeonato nacional de Togo, el torneo de fútbol más importante del país.

## Historia
Fue fundado en el año 2006 en la capital Lomé y nunca ha sido campeón de liga en su historia, pero si ha ganado el torneo de Copa de Togo en 1 ocasión, en el año 2006. Su primera temporada en el Campeonato Nacional fue la del 2003, cuando logró el ascenso y desde entonces se ha mantenido en él, normalmente ubicado en las posiciones intermedias del campeonato. Logra ganar su primer título de liga en la temporada 2016/17.
A nivel internacional ha participado en 3 torneos continentales, donde su mejor participación ha sido en la Liga de Campeones de la CAF 2015, donde fue eliminado en la fase de grupos.

## Palmarés
- Campeonato nacional de Togo: 1

2016/17
- Copa de Togo: 1

2006
- Copa de la Independencia: 1

2017
- Supercopa de Campeones: 1

2017

## Participación en competiciones de la CAF
| Temporada | Torneo                       | Ronda          | Club                 | Casa | Visita | Global      |
| --------- | ---------------------------- | -------------- | -------------------- | ---- | ------ | ----------- |
| 2007      | Copa Confederación de la CAF | Preliminar     | EGS Gafsa            | 1-1  | 0-2    | 1-3         |
| 2015      | Copa Confederación de la CAF | Preliminar     | CARA Brazzaville     | 2-0  | 3-3    | 5-3         |
| 2015      | Copa Confederación de la CAF | 1              | FUS Rabat            | 2-1  | 0-3    | 2-3         |
| 2018      | Liga de Campeones de la CAF  | Preliminar     | AC Léopards          | 2-1  | 1-2    | 3-3 (4-3 p) |
| 2018      | Liga de Campeones de la CAF  | 1              | Al-Hilal Omdurmán    | 2-0  | 1-3    | 3-3 (a)     |
| 2018      | Liga de Campeones de la CAF  | Fase de grupos | Wydad Casablanca     | 0-0  | 0-3    | 4.º lugar   |
| 2018      | Liga de Campeones de la CAF  | Fase de grupos | Horoya AC            | 1-2  | 1-2    | 4.º lugar   |
| 2018      | Liga de Campeones de la CAF  | Fase de grupos | Mamelodi Sundowns FC | 1-0  | 1-2    | 4.º lugar   |